# Sergei Vozovikov
Sergei Yuriyevich Vozovikov (17 de abril de 1958 - 11 de julho de 1993) foi um membro do Grupo 11 de Cosmonautas da Força Aérea Soviética. Seu treino deveria ter ocorrido entre 1 de outubro de 1991 e 6 de março de 1992, mas ele veio a se afogar no dia 11 de julho de 1993 durante um treino de resgate no Mar Negro, perto de Anapa, Rússia. 